# Goebelsmuehle
Goebelsmuehle (lb. Giewelsmillen, niem. Goebelsmühle) – wieś (Uertschaft) w środkowym Luksemburgu, w kantonie Diekirch, w gminie Bourscheid. Do 3 października 2015 miejscowość leżała w dystrykcie Diekirch. W pobliżu wsi rzeka Wiltz uchodzi do Sûre.

## Transport
We wsi znajduje się stacja kolejowa na linii nr 10 z Luksemburga do Troisvierges.